# とめぞう
とめぞう（1968年〈昭和43年〉10月14日 - ）は、日本のものまねタレント、俳優、落語家、映像プロデューサー、ラジオパーソナリティ。

## 略歴・人物
広島県三原市出身。日活芸術学院出身。
広島県を拠点にタレント活動を行っており、司会業、林家正蔵の公認物まねタレント、ラジオパーソナリティ、落語家としてイベント出演をしている。
2020年、一般社団法人海と空キネマを設立し、主に映像プロデューサーとして活動しており、積極的に講演活動も行っている 、

## 出演

### テレビ
- クイズ☆タレント名鑑（TBS、2011年）[7]
- ものまねグランプリ（日本テレビ、2011年）
- カスペ！ものまねスター誕生！（フジテレビ、2011年）
- とんねるずのみなさんのおかげでした〜細かすぎて伝わらないモノマネ選手権〜（フジテレビ、2013年）
- COUNT UP（関西テレビ、2013年）[8]
- 関ジャニ∞クロニカル（フジテレビ、2014年）

### テレビドラマ
- カインとアベル（フジテレビ、2016年 ）芸人役

### 映画
- 7ナナ（2021年 ）主治医役 [9]
- いちばん逢いたいひと（2022年 ）ナゾの男役  [10]
- 神さま待って！お花が咲くから（2024年）福丸民雄役 [11][12]

### ラジオ
- 「イブニングステーション」パーソナリティ（ＦＭふくやま　2013〜） [13]

### 映像制作
- 「蕾のルチア」（1992年）制作主任
- 「運命の逆転」（1992年）制作進行
- 「雀鬼」（1993年）制作主任
- 映画「7ナナ」（2021年）制作担当
- ラジオドラマ「おてんばの子守唄」（2021年）脚本・演出・プロデューサー[14]

- ラジオドラマ「戦わぬ城」（2022年）脚本・演出・プロデューサー
- 映画「いちばん逢いたい人」（2023年）ラインプロデューサー[15]
- 太宰府市プロモーション映画「令和の都に逢いにきて〜だざいふ1300年物語〜」（2023年）プロデューサー[16]

- 映画「神さま待って！お花が咲くから」（2023年予定）プロデューサー  [17]